# Арно д’Ор
Арно (фр. Arnaud; ум. после 975) — граф Ора с ок. 960 года, регент Астарака ранее 975 года, младший сын графа Астарака Арно I Гарсии Нонната.

## Биография
Арно был младшим из четырёх сыновей графа Астарака Арно I Гарсии Нонната. Впервые его имя упомянуто в датированном примерно 955 годом акте о дарении четырёх церквей в епархии Комменжа монастырю Святой Марии в Оше. После смерти отца, около 960 года Арно получил часть его владений — графство Ор, включающее область Маньоак.
После смерти старшего брата, графа Астарака Гарсии, Арно был регентом при его малолетнем сыне Арно II.
Год смерти Арно неизвестен. Детей у него не было и после его смерти графство Ор досталось детям его сестры Герсенды (Факуилены) от второго брака с виконтом Ориолем Датом.